# Mamquam River
Mamquam River är ett vattendrag i Kanada.   Det ligger i provinsen British Columbia, i den sydvästra delen av landet, 3 500 km väster om huvudstaden Ottawa.
Runt Mamquam River är det mycket glesbefolkat, med 6 invånare per kvadratkilometer.